# Melanchthonkirche (Köln)

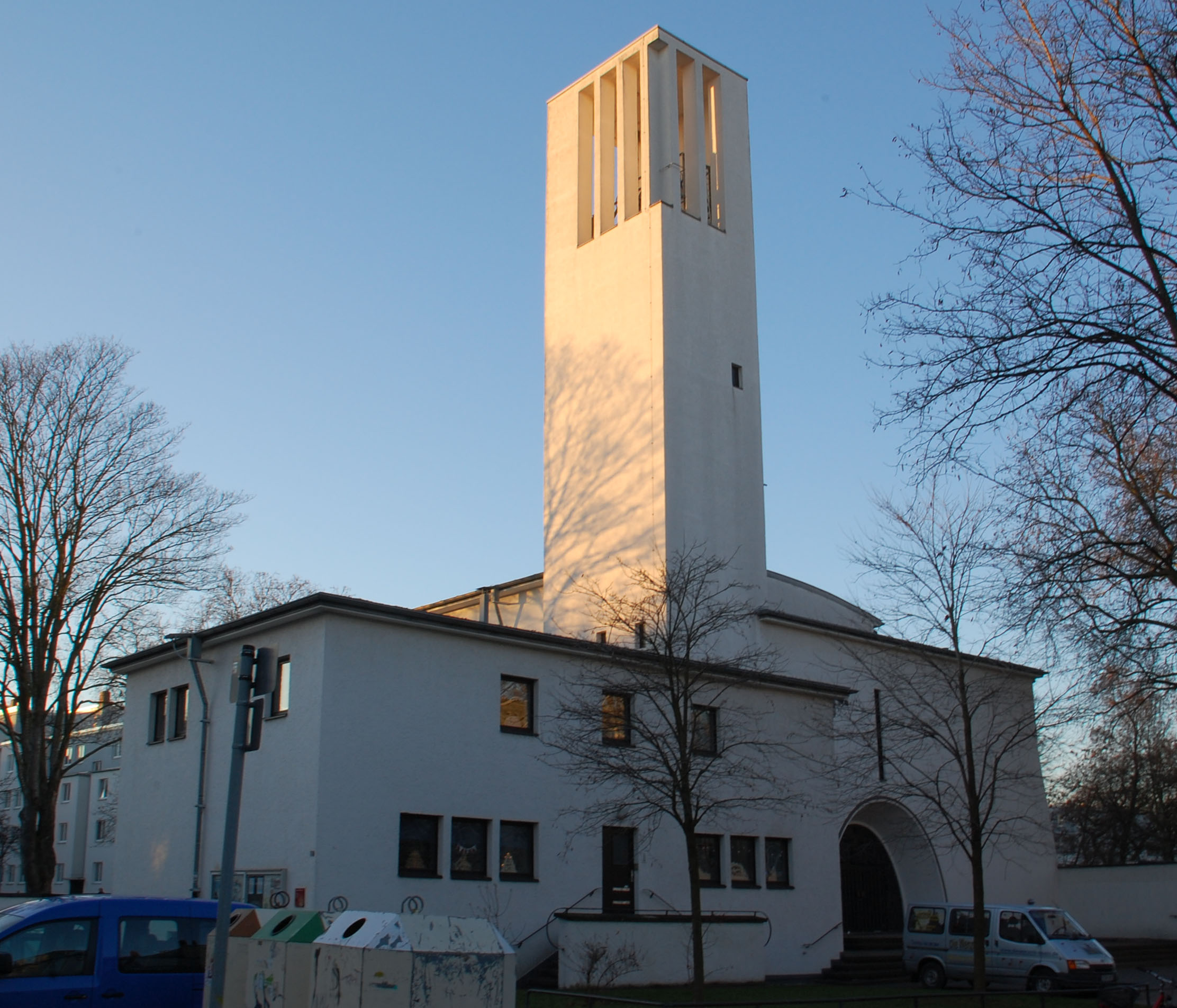
Die Melanchthonkirche in Köln-Zollstock

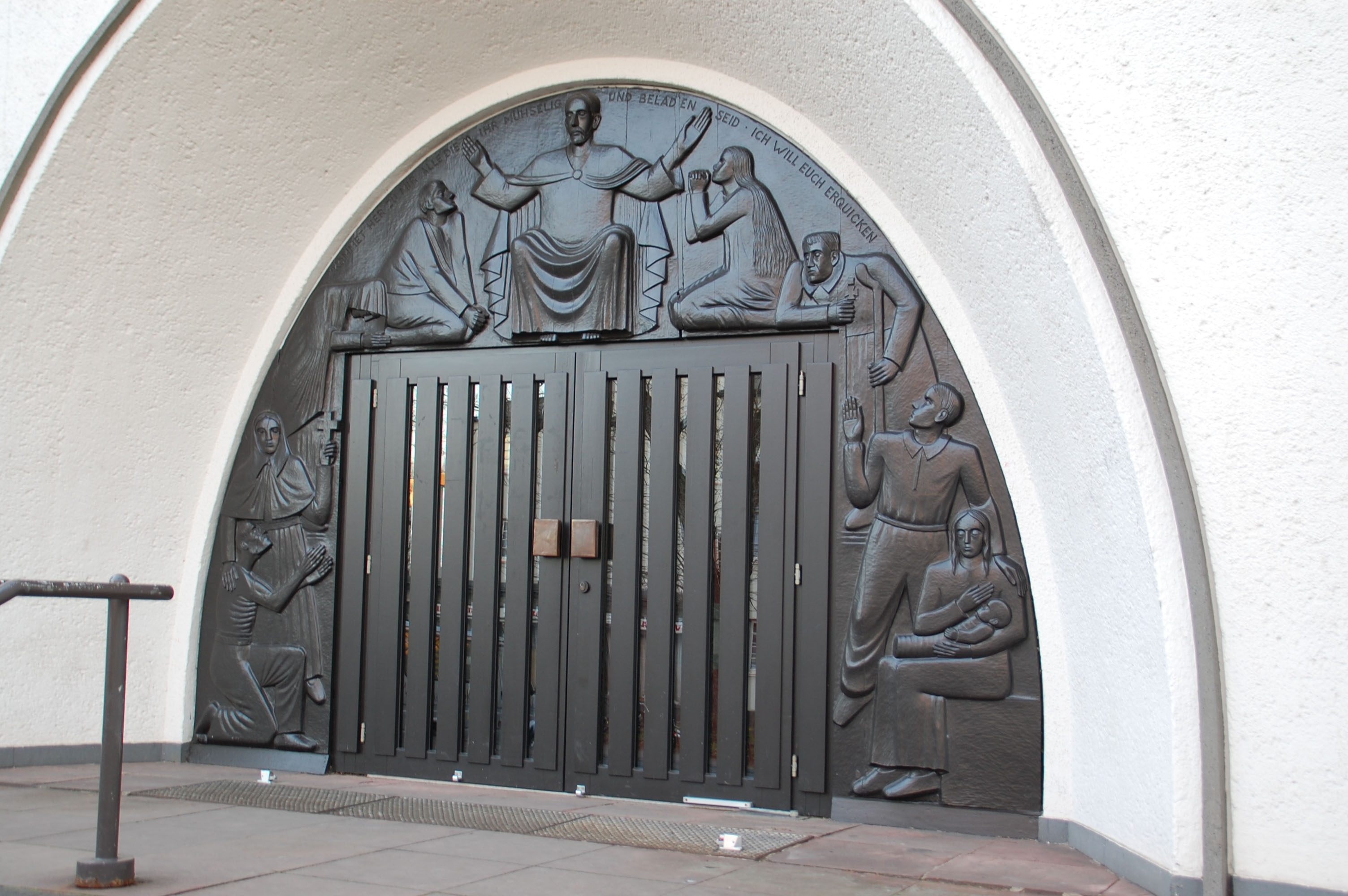
Eingangsportal (2008)

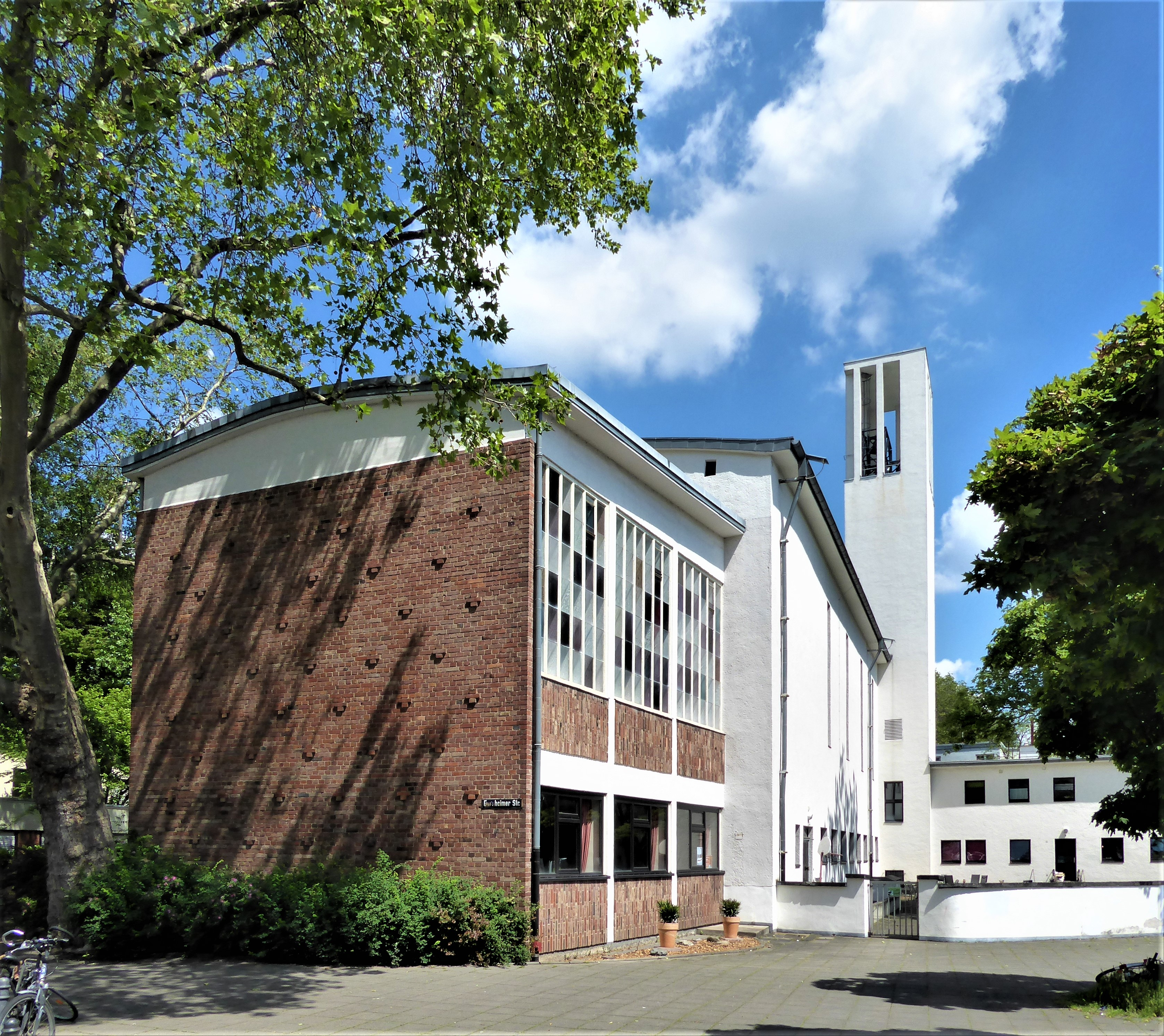
Ansicht von Westen

Die Melanchthonkirche ist eine evangelische Kirche im Kölner Stadtteil Zollstock am Rosenzweigpark. Die nach dem Reformator Philipp Melanchthon benannte Kirche wurde in der Zeit von 1929 bis 1930 nach Plänen von Theodor Merrill erbaut.

## Aufbau
Die Melanchthonkirche zeichnete sich als eine der ersten evangelischen Kirchen Deutschlands aus, die im Obergeschoss den Kirchenraum und im Souterrain ein Gemeindezentrum beherbergt. Das ursprüngliche Konzept des Bauprojektes sah Räumlichkeiten für die vielseitige kirchliche Vereinstätigkeit und einen Konfirmandensaal im Erdgeschoss vor.

## Geschichte
Auf Antrag des evangelischen Bürgervereins an das Bayenthaler Presbyterium wurde die Kirche über einen Zeitraum von knapp zwei Jahren errichtet. Die Grundsteinlegung erfolgte am 8. September 1929, die Einweihung am 15. Juni 1930. Während des Zweiten Weltkrieges wurden die Feierkirche, die Sakristei und der Altarraum während eines Fliegerangriffs auf Köln am 28. Oktober 1944 zerstört. Am 17. März 1948 wurde der Wiederaufbau beschlossen. Hierbei verlor die Kirche jedoch eins ihrer charakteristischsten Stilmerkmale des „Neuen Bauens“ der 1920er-Jahre, die halbkreisförmige Wand auf der Westseite. Stattdessen wurde im Stil der Nachkriegszeit ein Anbau auf rechteckigem Grundriss erstellt. Der Kindergarten der Gemeinde wurde am 27. September 1954 eröffnet. Bei der Neuaufteilung des Kölner Kirchenkreise im Jahr 1963 wurde die Melanchthon-Gemeinde, die 1936 als eigenständige Gemeinde von der Kirchengemeinde Bayenthal abgetrennt worden war, dem Kirchenkreis Köln-Süd zugeordnet. Seit dem Jahr 2000 präsentiert sich die Melanchthonkirche auch unter der gleichnamigen Adresse im Internet.

## Glocken

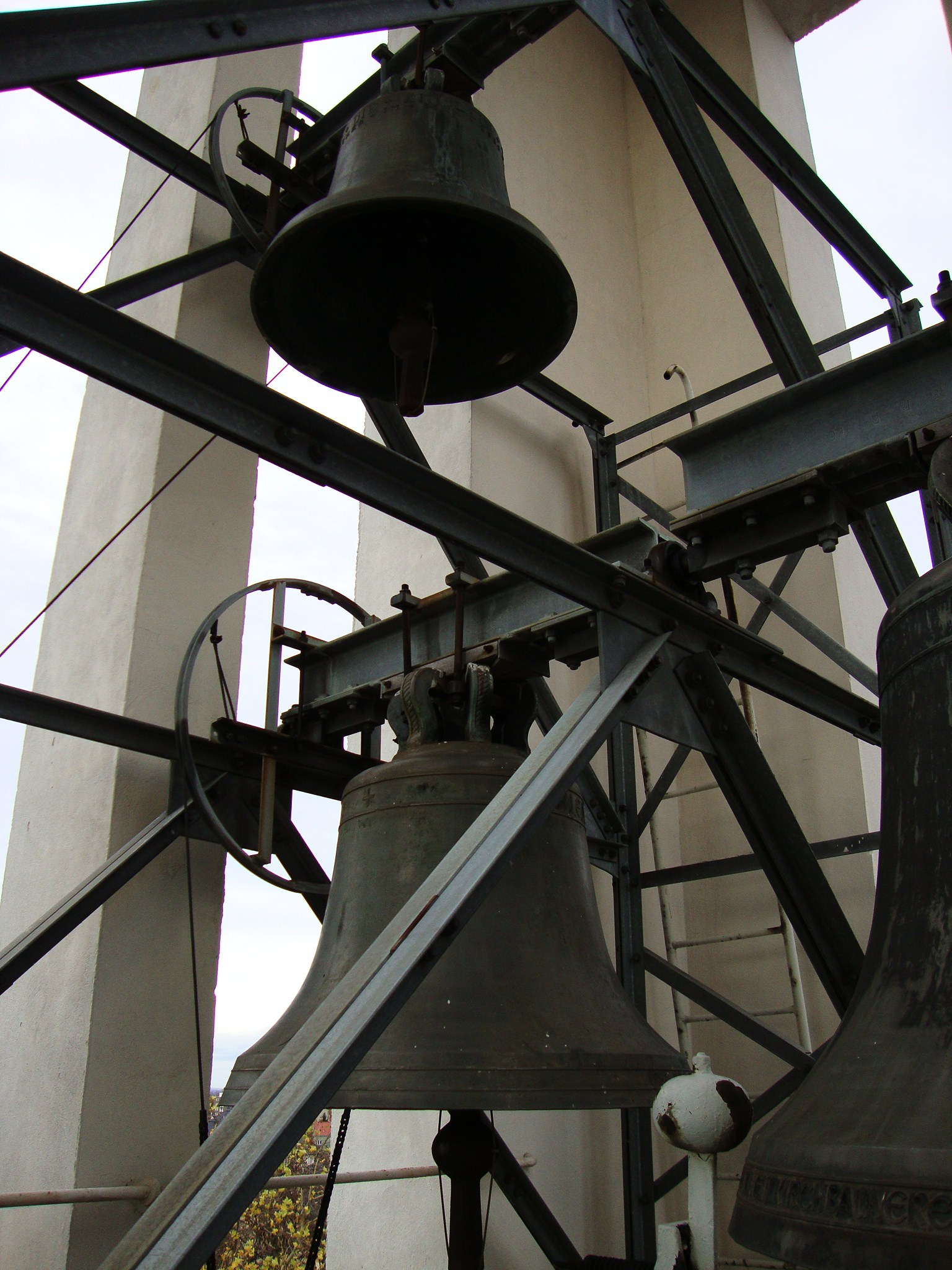
Glockenstuhl. Links: Glocke 3 über Glocke 2. Rechts am Rand: Glocke 1. (2009)

Im hohen Glockenturm der Melanchthonkirche hängt ein verhältnismäßig bescheidenes Geläut aus drei Glocken, die von der Glocken- und Kunstgießerei Rincker in Sinn gegossen wurden. Die kleine Glocke stammt als einzige noch aus dem Vorgängergeläut von 1929. Die beiden größeren Glocken wurden 1957 gegossen. Das Geläut hängt in einem zweistöckigen Stahlglockenstuhl an geraden Stahljochen.
| Nr. | Liturgisches Amt | Gussjahr | Schlagton (HT-1/16) | Ø (mm) | Masse (kg) | Inschrift (Schulter/Wolm, in Versalien) |
| 1   | Totenglocke      | 1957     | g1 −1               | 1055   | 675        | + SEI GETREU BIS AN DEN TOD + / + 1929 VOM EVANGELISCHEN BÜRGERVEREIN KÖLN-ZOLLSTOCK GESTIFTET + IM KRIEGSJAHR 1942 ABGELIEFERT + 1957 NEU ERSTANDEN + GESTIFTET VOM EVANGELISCHEN KIRCHBAUVEREIN + |
| 2   | Betglocke        | 1957     | b1 ±0               | 896    | 417        | + FRIEDE SEI MIT EUCH + / + 1957 NEU ERSTANDEN + GESTIFTET VOM EVANGELISCHEN KIRCHBAUVEREIN + |
| 3   | Taufglocke       | 1929     | c2 ±0               | 760    |            | + LASSET + DIE + KINDLEIN + ZU + MIR + KOMMEN + / […] GEBR. + RINCKER + IN + SINN + GOSS + MICH + 1929 + No. […]                                                                                    |